# Gisela Ortiz

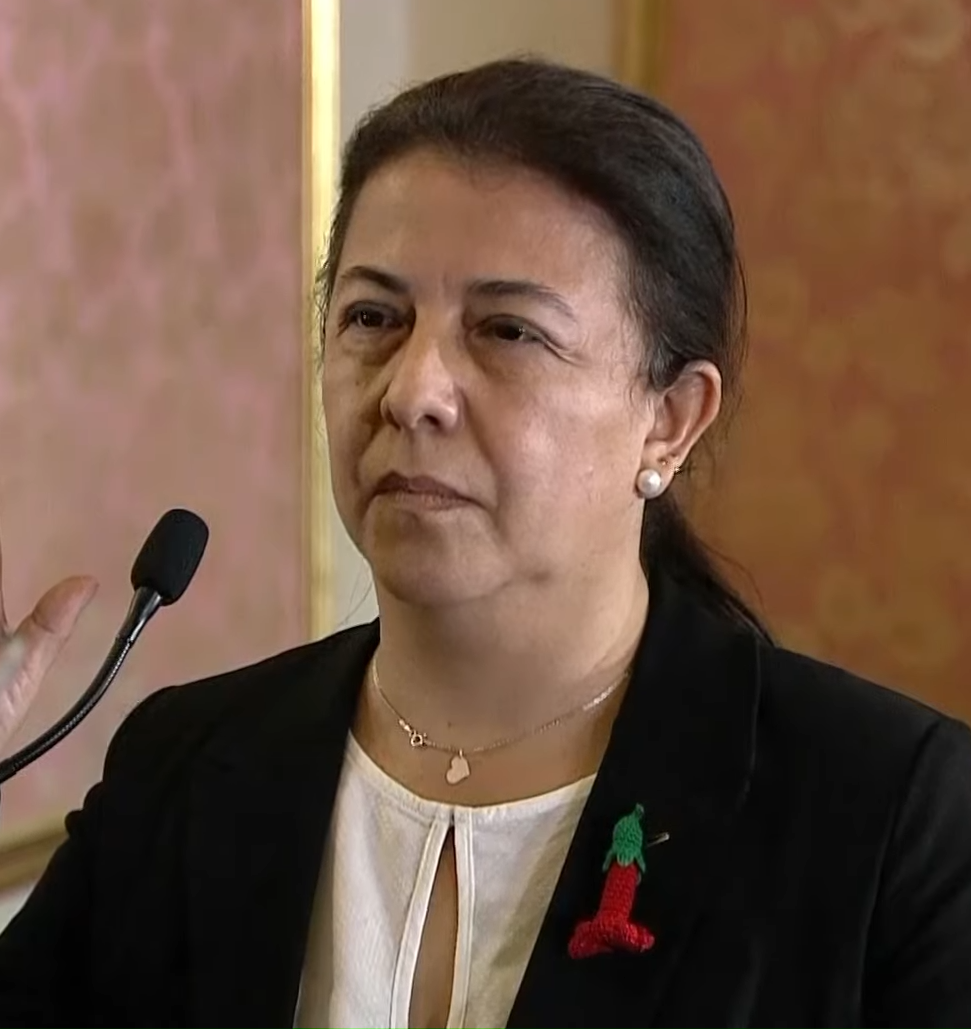
Gisela Ortiz, 6. Oktober 2021, Anstecknadel mit einer stilisierten Cantuta-Blüte

Andrea Gisela Ortiz Perea (* 16. Februar 1972 in Chachapoyas, Region Amazonas, Peru) ist eine peruanische kaufmännische Fachwirtin, Menschenrechtsaktivistin und Politikerin. Vom 6. Oktober 2021 bis zum 1. Februar 2022 war sie peruanische Kulturministerin im Kabinett Castillo.

## Leben
Gisela Ortiz wurde in Chachapoyas im Norden Perus geboren. Sie studierte Unternehmensführung an der auch als La Cantuta bekannten Universidad Nacional de Educación Enrique Guzmán y Valle (UNE) in Lima, wo sie die Lizenziatur erreichte. Darüber hinaus erlangte sie Universitätsabschlüsse in Gemeindeleitung an der Universidad César Vallejo in Trujillo, Leitung von Kleinunternehmen an der Universidad ESAN und Unternehmerische Verantwortung an der Universidad del Pacífico (VINCULAR) innerhalb der Pontificia Universidad Católica de Valparaíso.

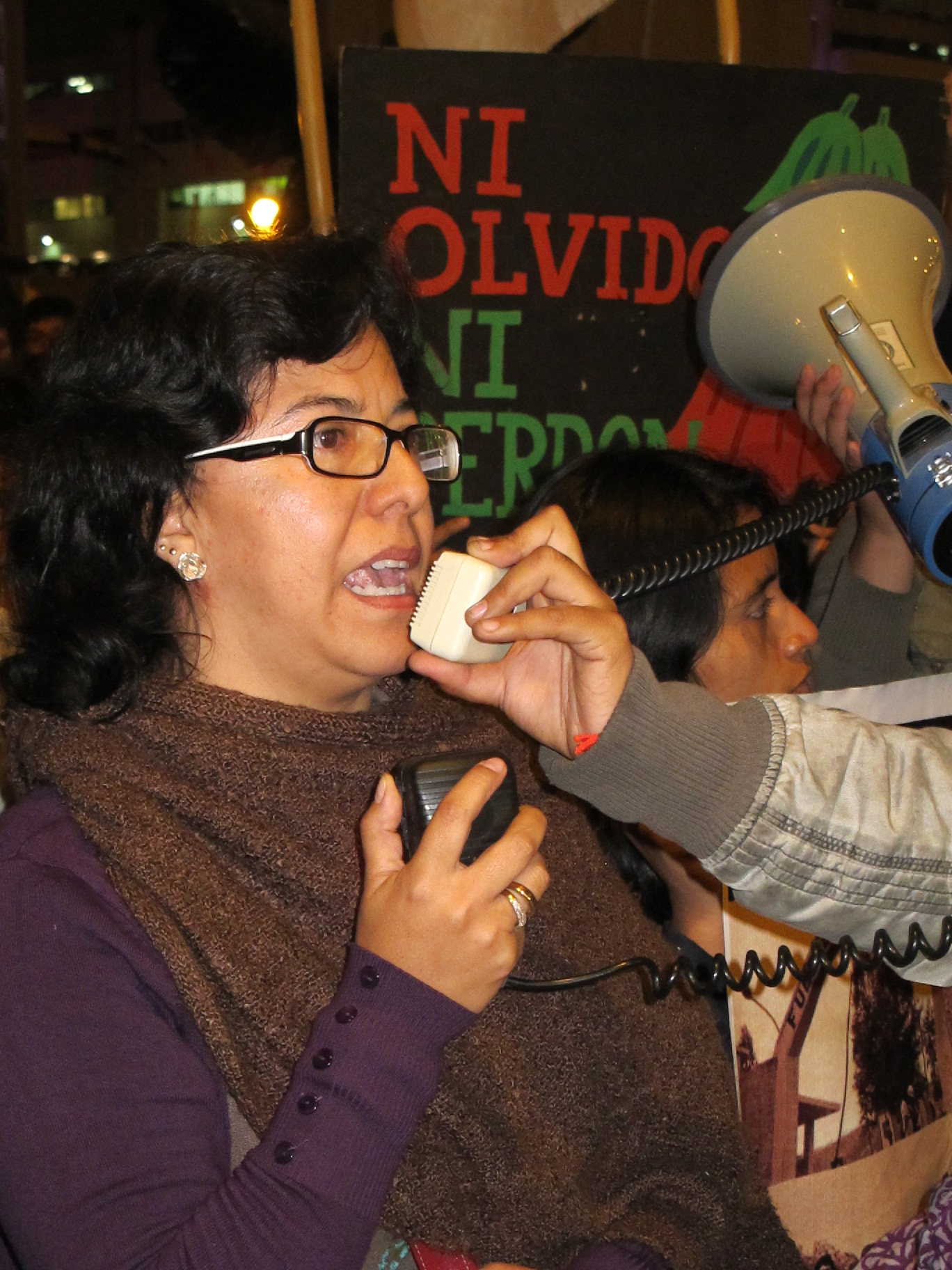
Ortiz 2012, bei einer Demo für Menschenrechte und Erinnerungskultur

Unter der Präsidentschaft von Alberto Fujimori in der Zeit des bewaffneten Konfliktes in Peru baute der „Berater des Präsidenten für Sicherheitsfragen“ und De-facto-Chef des Armee-Geheimdiensts Servicio de Inteligencia del Ejército (SIE), Vladimiro Montesinos, die Todesschwadron Grupo Colina auf. Beim Massaker von La Cantuta am 18. Juli 1992 – angeblich in Reaktion auf das Attentat von Miraflores durch Sendero Luminoso am 16. Juli 1992 – verschleppte Grupo Colina neun Studenten und einen Professor der UNE (La Cantuta), um sie dann zu ermorden. Unter den Opfern des Grupo Colina war Giselas Bruder Luis Enrique Ortiz Perea.
1992 wurde Gisela Ortiz als Sprecherin der Hinterbliebenen der Opfer des Massakers von La Cantuta gewählt. Dieses Massaker war eines der Verbrechen, weswegen der damalige Präsident Alberto Fujimori später zu 25 Jahren Haft verurteilt wurde.
2009 wurde Ortiz Direktorin für Operationen in der Peruanischen Arbeitsgruppe für Forensische Anthropologie (Equipo Peruano de Antropología Forense, EPAF), einer Nichtregierungsorganisation, die sich der Suche und Identifizierung „Verschwundener“ widmet.
Nach dem Rücktritt des Premierministers Guido Bellido ernannte Präsident Pedro Castillo am 6. Oktober 2021 Gisela Ortiz zu neuen Kulturministerin der Republik Peru, die den Quechua-Dichter Ciro Gálvez in diesem Amt ersetzte.